# Tacario
Tacario är en ort i Mexiko.   Den ligger i kommunen Hidalgo och delstaten Michoacán de Ocampo, i den södra delen av landet, 150 km väster om huvudstaden Mexico City. Tacario ligger 2 612 meter över havet och antalet invånare är 166.
Terrängen runt Tacario är lite bergig. Runt Tacario är det ganska tätbefolkat, med 90 invånare per kvadratkilometer. Närmaste större samhälle är Ciudad Hidalgo, 11,4 km söder om Tacario. I omgivningarna runt Tacario växer huvudsakligen savannskog.